# Космос (гостиница, Москва)
«Космос» — гостиница в Алексеевском районе Северо-Восточного административного округа города Москвы.

## История
Гостиница «Космос» была построена в 1976—1979 годах для приёма иностранных гостей, которые ожидались в Москве на Играх XXII Олимпиады. Гостиница стала первым после здания Центросоюза Ле Корбюзье опытом совместной работы архитекторов СССР и капиталистического государства: для масштабного демонстрационного проекта были привлечены специалисты из Франции, считавшейся ближайшим другом СССР. С советской стороны над проектом работал авторский коллектив «Моспроекта-1» (архитекторы В. Андреев, Т. Заикин, В. Стейскал; инженеры В. Кандауров, И. Самсонов, Н. Иванов), с французской — сотрудники фирмы «Сёфр» (О. Какуб, П. Жуглё, С. Эпстейн), строительные работы осуществили специалисты из дружественной Югославии. Стройка велась с применением технических новшеств: непосредственно на строительной площадке работал бетонный завод, в опалубке бетон разогревался инфракрасными облучателями, вместо закладных деталей использовались болтовые соединения. Современные технологии позволили завершить строительство в сжатые сроки — всего за 3 года. Официальное открытие состоялось за 367 дней до старта  - 17 июля 1979 года. В рамках церемоний открытия прошёл совместный концерт советской исполнительницы Аллы Пугачёвой и популярного в СССР французского певца и композитора Джо Дассена (Пугачёва выступала в первом отделении концерта, Дассен во втором).
Во время Олимпиады-80 в «Космосе» разместился олимпийский пресс-центр. После олимпиады гостиница неоднократно использовалась как площадка для других международных, всесоюзных и всероссийских мероприятий. В 1984 году в «Космосе» прошёл Международный съезд космонавтов и астронавтов, в 1985 — Международный фестиваль молодёжи и студентов, в 1989 — международный конкурс красоты «Мисс очарование», в 1995 году — Международная шахматная олимпиада, а в 1996 году в гостинице вновь разместился пресс-центр большого спортивного состязания — Игр доброй воли. Здесь же проходили некоторые заметные творческие события: снималась «Утренняя звезда», проводился конкурс «Хрустальная ладья» и всероссийский проект «Народный артист — 2». С 2005 по 2014 год в «Космосе» проходила ежегодная Конференция разработчиков компьютерных игр. В 2005 г. гостиница использовалась как съёмочная площадка под декорации офиса тёмных сил в фантастическом фильме режиссёра Тимура Бекмамбетова ''Дневной дозор'', снятый при поддержке телекомпании ''Первый Канал''. В 2022 году в гостинице «Космос» прошла первая встреча Федерального детского общественного совета при Уполномоченном при Президенте РФ по правам ребёнка.

## Архитектура
25-этажный «Космос» расположился на участке между проспектом Мира, улицей Космонавтов и Ярославской улицей на месте 1-этажной жилой застройки, снесённой в начале 1970-х годов. По оригинальной задумке архитекторов полукруглое здание гостиницы вторило полукругу главного входа на ВДНХ и замыкало ось главной аллеи выставки, но разместить «Космос» на предполагаемом месте не удалось из-за близкого расположения улицы Космонавтов и проспекта Мира. В результате гостиница оказалась смещена на северо-восток, и его массивный объём и центричная композиция задали окрестностям новую ось симметрии. Здание во многом стало новаторским для СССР: здесь были впервые использованы 3-камерные стеклопакеты, система управления отоплением полагалась на данные многочисленных датчиков на фасаде здания, для входа в номера и расчётов на территории гостиницы использовались ключ-карты, кроме того в «Космосе» были первые в советских гостиницах боулинг и квазиэлектронная автоматическая телефонная станция для конференц-связи. Технические новшества при строительстве и металлическая облицовка в совокупности с масштабом придали гостинице сходство с архитектурной стиля хай-тек.
В 1990 году площадь между Космосом и проспектом Мира получила имя французского военного и государственного деятеля Шарля де Голля. Спустя 15 лет на площади в присутствии действовавших президентов России и Франции Владимира Путина и Жака Ширака был торжественно установлен 8-метровый памятник де Голлю работы скульптора Зураба Церетели и архитектора Александра Кузьмина.
В конце июня 2018 года на фасадной части задния гостиницы "Космос" установлен медиафасад общей площадью 876,6 кв.м.

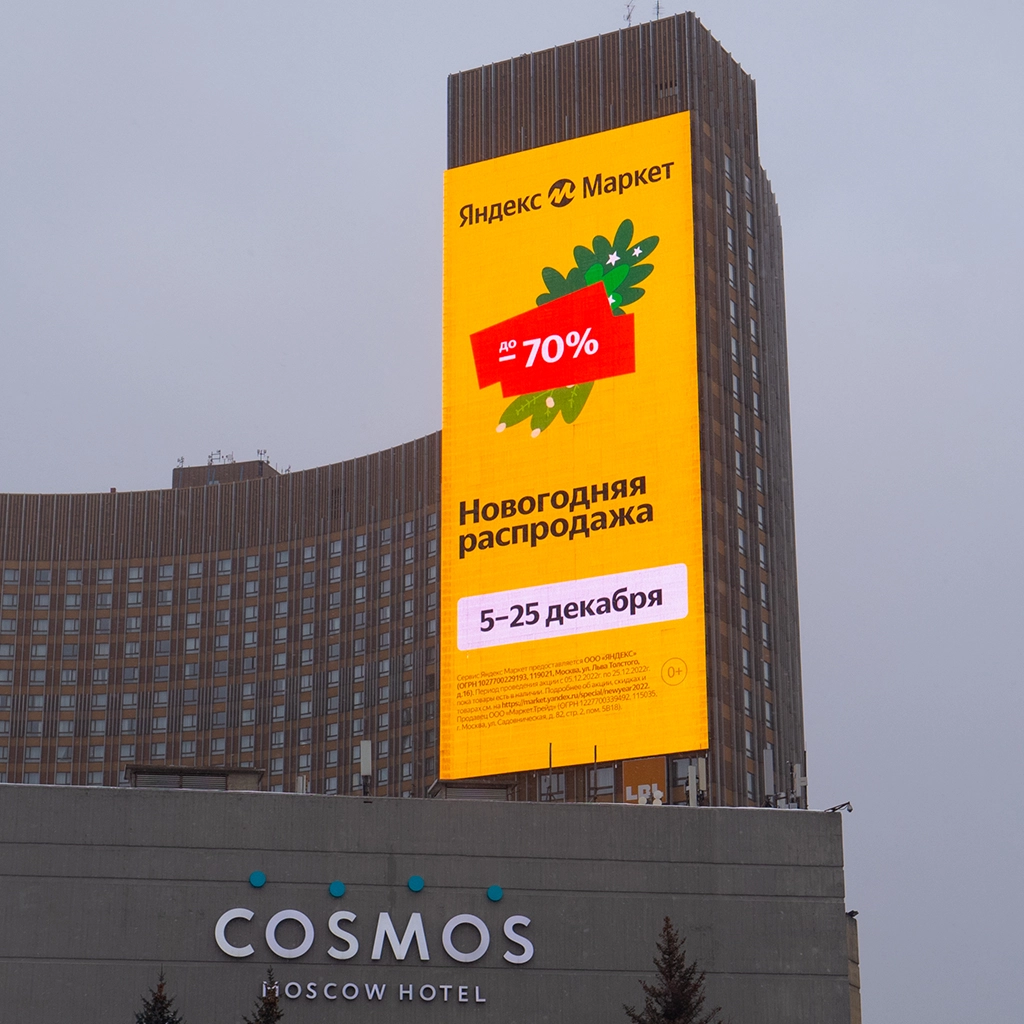
Медиафасад на гостинице "Космос"

Росписи восьми лифтовых холлов гостиницы авторства художника Н. И. Андронова были признаны в 1992 году объектом культурного наследние. Утрачены в 2000-х годах.

## Характеристика
«Космос» был построен для размещения иностранных туристов и делегаций и был одной из 4 советских гостиниц, имевших статус «гостиницы международного класса» и категорию «люкс» в соответствии с «Положением об отнесении гостиниц к разрядам и номеров в гостиницах к категориям» (кроме него в эту категорию входили «Международная» в Москве, а также «Прибалтийская» и «Пулковская» в Ленинграде).
Для обеспечения работы КГБ часть номеров была оборудована для негласного наблюдения, фотографирования и акустического контроля за иностранцами и их гостями. Всего по оригинальному проекту в здании были предусмотрены 1777 номеров: 1718 стандартных с двуспальными кроватями, 53 двухкомнатных и 6 трёхкомнатных. Сеть гостиничного питания была рассчитана на 3500 постояльцев. При современном перепроектировании соотношение номеров изменилось при сохранении общего количества за счёт апартаментов и люксов разного уровня. Тем не менее «Космос» сохранил статус самого вместительного отеля страны с отдельной записью в «Книге рекордов России», а также остался самым посещаемым в истории страны. В 2004 году «Космос» принял 7-миллионного гостя — англичанку Мишель Коллинз.
В современном «Космосе» 1777 номеров, включая 1383 стандартных номера, 332 номера повышенной комфортности, 45 люксов и полулюксов, 6 апартаментов и 5 номеров категории «люкс-гранд». В гостинице предусмотрен деловой центр с 7 конференц-залами на 10—250 человек и конгресс-залом на 1000 человек, а также выставочными площадями до 1300 м². В гостинице работают 4 ресторана, сувенирные, газетные и аптечные киоски, парикмахерская, салон красоты и медицинский центр.
«Космос» состоит в Московской ассоциации гостиниц и туристических организаций, Российской гостиничной ассоциации и Международной ассоциации конгрессов и конференций, а также является учредителем некоммерческой организации «Межрегиональный фонд устойчивого развития туризма».

## Происшествия
- В 2006 году в «Космосе» был задержан самопровозглашённый экстрасенс-целитель Григорий Грабовой, получивший широкую известность 2 годами ранее благодаря обещаниям воскресить детей, погибших во время захвата заложников в школе № 1 Беслана. Также в гостинице проходили съезды его сторонников[19][20].
- В январе 2010 года из-за поломки вентиля теплотрассы произошла авария, жертвой которой стала сотрудница «Космоса». Горничная спустилась на лифте на цокольный этаж, и когда двери открылись, из прорыва основной 20-сантиметровой отопительной трубы на неё хлынула вода температурой 130 °C. От полученных ожогов женщина скончалась на месте[8][21].
- В декабре 2011 года в «Космосе» в своём номере после конфликта с барменом гостиницы скончался 70-летний английский писатель и автор путеводителей Колин Адамс[22]. По первоначальной версии правоохранительных органов, между 2 мужчинами в состоянии алкогольного опьянения завязалась драка, и причиной смерти стала полученная в ней травма головы, однако после судебно-медицинской экспертизы полиция назвала причиной смерти сердечную недостаточность[23][24]. Родственники погибшего не удовлетворились выводами московских полицейских и инициировали независимое расследование. По свидетельству экс-супруги англичанина, прибывшей в Москву за вещами покойного, Адамс незадолго до смерти получил 2 серьёзные черепно-мозговые травмы, а проведённое в Великобритании повторное вскрытие показало, что российские патологоанатомы зачем-то удалили у англичанина одну из почек. Несмотря на вмешательство британского посольства, московская полиция отказалась предоставлять родственникам видеозаписи с места инцидента, которые помогли бы восстановить ход событий. По подозрению семьи писателя, российские правоохранительные органы скрыли факт убийства, чтобы защитить репутацию гостиницы «Космос»[25][26].

## «Космос» в культуре
- Перед главным входом гостиницы проходили съёмки клипа на песню «Олимпиада-80», посвящённую Играм XXII Олимпиады и исполненную певцом Тынисом Мяги[8].
- В фильме Тимура Бекмамбетова «Дневной дозор» 2005 года в здании гостиницы располагался штаб Тёмных сил во главе с магом Завулоном. Часть съёмок проходила в помещениях гостиницы. Одна из связанных с «Космосом» сцен — проезд автомобиля Mazda ведьмы Алисы Донниковой в исполнении Жанны Фриске по фасаду здания; позже эта сцена была спародирована в комедии «Самый лучший фильм»[4][8].
- В фильме Павла Арсенова «Гостья из будущего», в 1-й части, главный герой Коля Герасимов (Алексей Фомкин) пролетает на флипе (персональный летательный аппарат размером с мини-автомобиль) мимо гостиницы. В реальности при съёмках данного эпизода использовался уменьшенный макет.